# ولتشکوو
ولتشکوو (به چکی: Vlčkov) یک منطقهٔ مسکونی در جمهوری چک است که در شهرستان سویتاوی واقع شده‌است.
 ولتشکوو ۲٫۸۳ کیلومتر مربع مساحت و ۱۰۳ نفر جمعیت دارد و ۴۱۵ متر بالاتر از سطح دریا واقع شده‌است.